# Аршань-Зельмень (водохранилище)
Арша́нь-Зельме́нь (от калм. Аршан Зелм - освящённый напиток) — водохранилище в Сарпинском районе Калмыкии. Образовано в результате сооружения в долине реки Аршань-Зельмень земляной плотины длиной 315 метров и шириной 5 метров. Высота зеркала водохранилища над уровнем моря — 30 метров.
Полный объём — 29,4 млн м³, полезный — 26,6 млн м³, высота плотины — 1,4 м. Средняя глубина — 1,5 м. Проектный показатели — максимальный объём — 39 млн км³, средняя глубина — 5,5 м, максимальная — 10,6 м. Дно илисто-песчаное

## История
Старейший в Калмыкии источник воды для регулярного орошения с нерегулируемым водопуском. Заполнено в 1935—1937 годах путём перекрытия балки Аршань-Зельмень земляной плотиной, что позволило саккумулировать сток как самой балки, так и её притоков — Хамхурки и Русской Аршани. В настоящее время для нужд орошения практически не используется.

## Гидрологический режим
Минерализация вод — хлоридно-сульфатно-натриевая. Солёность воды — 2,058 г/л (июль 2011). Температура воды — 24—25 С.
Основными источниками питания являются атмосферные осадки и грунтовые воды. В привершинной части водохранилище принимает воды двух притоков реки Аршань-Зельмень. Годовые расходы воды на испарение составляют 10—12 млн м³, что в сочетание с забором воды на орошение может приводить к существенным колебаниям уровня водохранилища (на 30—40 %). Существенным колебаниям подвержен уровень минерализации: от 0,5 до 7,0 г/л. Водородный показатель стабилен (8,5—8,6 pH).

## Растительный и животный мир
Водохранилище Аршань-Зельмень относится к слабоэвторфным водоёмам. Степень зарастания не более 15 %. Наиболее подвержены зарастанию западная и юго-западная части водоёма. Высшая водная растительность представлена отдельными куртинами тростника и камыша озёрного. Мелкими формациями по западному побережью встречается горец птичий. Вдоль всего побережья произрастает тамарикс. Мягкая водная растительность развита слабо: имеется только в хвотовой части водоёма и устьях балок. Представлены рдест пронзеннолистный и роголистник.
Ихтиофауна представлена несколькими видами рыб. Наиболее многочисленны: плотва, серебряный карась и сазан. Изредка встречается золотой карась и окунь.
В октябре 2020 года произошёл массовый замор рыбы, прокуратура начала проверку — предварительная причина — критическое снижения уровня воды.